# Franz Sedlacek (Fußballspieler, 1892)
Franz Sedlacek (Spitzname Benjamin; * 4. September 1892 in Wien; † 18. Juli 1933 ebenda) war ein österreichischer Fußballspieler und -trainer.

## Spielerkarriere

### Vereine
Franz Sedlacek begann mit dem Fußballspiel im Nachwuchs des AC Viktoria Wien, von wo er zum Wiener AC wechselte. Da er dort der jüngste Spieler seiner Mannschaft war, erhielt er den Spitznamen Benjamin, welchen er während des Großteils seiner Spielerkarriere beibehielt. Im Sommer 1910 kam es während einer Auslandstournee zu schweren Differenzen zwischen den Spielern und der Vereinsleitung, die schließlich zum Austritt einer Reihe von Spielern führte. Neben arrivierten Spielern wie Adolf Fischera, Richard Kohn oder den Brüdern Karl und Felix Tekusch gehörte auch Sedlacek zu den Ausgetretenen, welche im Anschluss den Wiener AF gründeten. Der Verein wurde in die erste Spielklasse eingeteilt und nahm 1911 an der erstmals ausgetragenen Meisterschaft teil.
Nachdem Sedlacek in der ersten Meisterschaftssaison noch Ergänzungsspieler war, konnte er sich ab der Saison 1912/13 einen Stammplatz als rechter Halfback erobern und beendet mit dem WAF diese Saison als Vizemeister. Er wurde als Spieler mit hohem Spielverständnis, gediegener Balltechnik und guter körperliche Veranlagung beschrieben, der als einer der ersten im Wiener Fußball erkannte, dass man sich als Seitenläufer auch in den Spielaufbau einbringen sollte. In der Folgesaison gelang es den Hütteldorfern den Vorjahreserfolg sogar noch zu übertreffen und auf Basis des besseren Sieg-Niederlagenverhältnisses den Meistertitel vor dem punktegleichen SK Rapid Wien zu holen. Auch in den Folgesaisonen konnten sich die Roten unter den Top-Vier-Vereinen in Wien positionieren, ein weiterer Meistertitel gelang jedoch nicht mehr.
Im Mai 1919 zog sich Sedlacek eine schwere Knieverletzung zu, welche seine Karriere weitgehend beendete. Er unternahm noch Comebackversuche beim WAF und ab Jänner 1920 beim WAC, wo er in der Abstiegssaison 1920/21 zu seinen letzten Einsätzen kam, ehe er seine aktive Karriere beendete.

### Nationalmannschaft
Für die A-Nationalmannschaft bestritt er elf Länderspiele. Er debütierte am 15. Juni 1913 in Wien beim 2:0-Sieg über die Nationalmannschaft Italiens als rechter Seitenläufer in einer Läuferreihe neben dem Rapidler Josef Brandstätter und seinem WAF-Kollegen Karl Tekusch. Von 1915 bis 1918 folgten kriegsbedingt zehn Spiele ausschließlich gegen die Nationalmannschaft Ungarns, von denen drei gewonnen und fünf verloren wurden; ein Vergleich endete unentschieden und ein Spiel musste beim Stand von 3:3 abgebrochen werden. Seinen letzten Einsatz hatte Sedlacek bei einem 0:2 gegen Ungarn am 2. Juni 1918 in Wien.

## Trainerkarriere
Nach seiner aktiven Spielerkarriere schlug Sedlacek die Trainerlaufbahn ein. Seine erste Stelle trat er im April 1922 beim MTV Pirmasens an. Anfang 1923 wechselte er nach Italien und übernahm den Trainerposten bei Vicenza Calcio. Anschließend betreute er Padua sowie vom Oktober 1924 bis 1926 die AC Venedig, ehe er nach Wien zurückkehrte und ab Dezember 1926 beim FK Austria Wien tätig war. In der Saison 1927/28 war Sedlacek wieder in Italien tätig, diesmal für Lazio Rom.
Im Februar 1929 folgte die Übernahme des Trainerpostens beim polnischen Erstligaaufsteiger Garbarnia Kraków, mit dem er auf Anhieb die Vizemeisterschaft hinter Warta Posen erreichte. In der Folgesaison reichte es nur mehr für den sechsten Platz. Nach den beiden Jahren in Krakau war Sedlacek vorübergehend bei mehreren oberschlesischen Vereinen tätig, ehe er Mitte 1931 beim Karlsruher FV unterschrieb, mit dem er 1932 badischer Meister wurde. 1933 kehrte der Trainer in seine Heimatstadt zurück, wo er einen Vertrag bei seinem ehemaligen Verein WAC unterschrieb. Am Tag des geplanten ersten Trainings mit der Pratermannschaft erlag Sedlacek im Alter von 40 Jahren einem Schlaganfall. Er wurde am Wiener Zentralfriedhof bestattet.

## Erfolge
- Österreichischer Meister 1914
- Zweiter der Polnischen Meisterschaft 1929